# Auserwählt und ausgegrenzt – Der Hass auf Juden in Europa
Auserwählt und ausgegrenzt – Der Hass auf Juden in Europa ist ein 90-minütiger Dokumentarfilm von Joachim Schroeder und Sophie Hafner von 2017. Er behandelte den aktuellen Antisemitismus vor allem in Deutschland, Frankreich und den von Israel besetzten Palästinensischen Autonomiegebieten. Die Auftraggeber, der deutsch-französische Fernsehsender Arte und der WDR, wollten den Film zunächst nicht ausstrahlen. Als Gründe gaben sie Abweichungen vom verabredeten Sendekonzept und Qualitätsmängel an. Nachdem Bild.de den Film einen Tag lang veröffentlicht hatte, strahlten Arte und Das Erste (für den WDR) den Film am 21. Juni 2017 in einer kommentierten Fassung aus. Zudem bot der WDR eine Diskussionssendung und einen schriftlichen „Faktencheck“ dazu an. Der Film und das Vorgehen der Auftraggeber wurden öffentlich kontrovers diskutiert.

## Inhalt
Der Film beginnt mit einem Zitat aus einer Rede des Palästinenserpräsidenten Mahmud Abbas vor dem EU-Parlament (Juni 2016): Darin behauptete er, israelische Rabbiner hätten ihre Regierung dazu aufgerufen, das Wasser der Palästinenser zu vergiften. Gäbe es Frieden zwischen Israel und den Palästinensern, dann gäbe es weltweit keinen Terror mehr. Die Zuhörer mit dem damaligen Parlamentspräsidenten Martin Schulz applaudierten der Rede. Dem folgt eine Kurzgeschichte des europäischen Antisemitismus vom christlichen Antijudaismus (Martin Luther) über Vertreter der Aufklärungsphilosophie, Goethe, Protagonisten der deutschen Romantik (Richard Wagner) bis zum Nationalsozialismus (Julius Streicher) und dem mit dem NS-Regime verbündeten Großmufti in Palästina Mohammed Amin al-Husseini. Von dort schwenkt der Film in die Gegenwart und zeigt rechte, linke und muslimische Antisemiten, Prediger und Rap-Musiker, die zu Hass und Gewalt gegen Juden aufrufen.
Hauptthema ist der Antizionismus verschiedener Gruppen. Diesen stufen Wissenschaftler als Form des Antisemitismus ein, weil dabei ähnlich aggressive und delegitimierende Ressentiments auf den Staat Israel übertragen werden, meist ohne Juden explizit zu erwähnen. Der Film zeigt, dass diese Dämonisierung des Judenstaats viele Rechte, Linke und Muslime verbindet. Er veranschaulicht dies wie ein Roadmovie, das durch Städte wie Brüssel, Berlin, Stuttgart, Frankfurt am Main, Jerusalem, Gaza, Ariel, Ramallah, Paris und Sarcelles führt. Experten ordnen die Zitate und Einspieler ein. Die Aufnahmen in der Nahostregion sollen den Verbleib europäischer Finanzhilfen für Palästinenser aufklären und darstellen, dass diese Gelder auch für anti-israelische Propaganda benutzt werden. Der Darstellung der Nakba bei kirchlichen NGOs wird die Darstellung des Zeitzeugen Rafi Eitan gegenübergestellt, der 1947/48 Kommandant im Unabhängigkeitskrieg Israels war. Ihm zufolge gingen die Araber in Jaffa und Haifa freiwillig, weil die arabischen Führer ihnen die Rückkehr nach dem Sieg über Israel versprochen hätten. Mancherorts habe die israelische Armee am Krieg gegen Israel beteiligte Araber vertrieben, aber keinen Völkermord begangen.
Zudem werden offizielle Vertreter der Hamas sowie palästinensische Studenten in Gaza und Ramallah interviewt, die ihre Führungen und die Korruption in ihren Gebieten kritisieren. Gläubige Juden in Europa und im Nahen Osten erzählen im Film von antisemitischen Übergriffen, darunter körperlichen Angriffen auf jüdische Schüler und Straßenschlachten vor Synagogen. Die Bewegung Boycott, Divestment and Sanctions (BDS) und internationale und kirchliche Organisationen, die sie unterstützen, werden breit dargestellt.
Nach Darstellung des Films finanzierten die Hilfsorganisationen Brot für die Welt und Misereor Boykottkampagnen gegen Israel mit. Die Europäische Union und die Kirchen sollen zusammen mit der UNO jährlich 100 Millionen Euro Steuergelder für Organisationen bereitstellen, die teilweise israelfeindliche Kampagnen betreiben.

## Produktion
2014 reichte Joachim Schroeder bei Sabine Rollberg, der Leiterin der Arte-Redaktion beim WDR, den Erstentwurf für einen Film über Antisemitismus in Europa ein, den er mit seiner Münchner Produktionsfirma Preview Production zu drehen plante. Der niederländische Publizist Leon de Winter sollte als Sprecher durch den Film führen. Ende Januar 2015 lehnte die Arte-Redaktion den Film bei einer Vorentscheidungsrunde in Straßburg ab. Schroeder führte dies auf die angespannte Lage in Frankreich nach dem islamistischen Anschlag auf Charlie Hebdo und der Geiselnahme an der Porte de Vincennes und auf Vorbehalte gegen Leon de Winter zurück. Dieser sei mit der propalästinensischen Internetquelle Electronic Intifada als „islamophob“ abgelehnt worden.
Danach änderten Schroeder und Rollberg den Entwurf und schlugen den Islamismus-Experten Ahmad Mansour als Koautor vor, der als in Deutschland lebender arabischer Israeli eine ausgewogene Darstellung gewährleisten sollte. Bei einem Treffen mit Arte-Direktor Marco Nassivera soll dieser für eine „ergebnisoffene“ Herangehensweise der Autoren geworben haben, weil Arte in Frankreich „zwischen islamischer und jüdischer Lobby eingezwängt“ sei. Im April 2015 stimmte die Arte-Leitung dem Projekt dann mit knapper Mehrheit zu.
Während der Dreharbeiten reduzierte Mansour seine Mitwirkung auf die Funktion eines Beraters, der unter anderem Kontakte für die Filmemacher herstellte. Sophie Hafner, nach Schroeders Angaben von Beginn an beteiligt, wurde Mitautorin. Rollberg habe diesem Wechsel zugestimmt. Die Autoren drehten unter anderem in Deutschland, Frankreich, Ungarn, Israel, im Gazastreifen und im Westjordanland. Weil der Schwerpunkt Antizionismus sein sollte, wurde das in Ungarn gefilmte Material weggelassen. Von Oktober bis Dezember 2016 erfolgten Rohschnitt und Vertonung. Dann nahm Rollberg als zuständige Redakteurin den Film ab. Die technische Abnahme verzögerte sich laut Schroeder, weil Arte die französische Übersetzung nicht geliefert habe. Inoffiziell sei der Film als antimuslimisch, antiprotestantisch und proisraelisch kritisiert worden. Ein von Rollberg veranlasstes Treffen mit Arte-Kollegen in Straßburg habe der Programmdirektor von Arte Alain Le Diberder drei Tage vorher abgesagt. Beide Sender bezuschussten die Produktion mit insgesamt 165 000 Euro.

## Ablehnung
In den Folgemonaten lehnte Alain Le Diberder die Ausstrahlung intern, ab Mai 2017 auch öffentlich ab: Der Film habe das Thema Antisemitismus in Europa „nur sehr partiell behandelt“. Artes Programmkonferenz sei regelwidrig nicht über den Wechsel des Ko-Autors informiert worden. Die Entscheidung, den Film nicht zu senden, habe nichts mit einer inhaltlichen Bewertung der Qualität und des „Standpunkts“ des Films zu tun. Auch der WDR teilte ab Mai mit, man plane nicht, den Film zu senden: Er enthalte keinen „Querschnitt verschiedener europäischer Länder“, sondern schwerpunktmäßig die Situation in Gaza und Israel. Damit sei der ursprünglich von Arte genehmigte Auftrag „definitiv nicht erfüllt“. Jörg Schönenborn (Fernsehdirektor) und Matthias Kremin (Leiter der Hauptabteilung Kultur und Wissenschaft) verwiesen auf Diberders Entscheidungshoheit, die der WDR respektiere. Sie kritisierten, dass die zuständige Redakteurin Sabine Rollberg den Film „so und ohne weitere Abstimmung abgenommen“ habe. Eine mit Geldern des WDR bezahlte Auftragsproduktion für Arte könne man nicht für eine Erstausstrahlung im WDR nutzen. Diberder verwies auf das anfängliche „negative Votum der französischen Mitglieder der Programmkommission“ und bemängelte fehlende „Ausgewogenheit“ und „Multiperspektivität“ des Films.
Am 2. Mai 2017 machte der Historiker Götz Aly den Vorgang öffentlich bekannt und warf beiden Sendern Zensur vor. Bei Arte habe man ihm als Ablehnungsgründe mündlich mitgeteilt: Der Film könne wegen der „Terrorlage in Frankreich nicht gezeigt werden“, sei „antiprotestantisch, antimuslimisch und proisraelisch“ und nicht „ergebnisoffen“. Neben Mansour widersprachen sechs Antisemitismusexperten den Ablehnungsbegründungen, darunter die im Film interviewte Monika Schwarz-Friesel: „Aus Sicht der empirischen Antisemitismusforschung spiegeln die in diesem Film präsentierten Fakten zur aktuellen Judenfeindschaft sehr genau die Lage wider. Judenfeindliches Gedankengut wird seit Jahren vor allem in seiner besonders frequenten Manifestationsvariante des Anti-Israelismus verbreitet.“ Arte habe bedenkenlos schon viele einseitige, israelkritische bis israelfeindliche Sendungen gezeigt, disqualifiziere aber einen proisraelischen Film als unseriös und zeige damit doppelte Bewertungsmaßstäbe. Götz Aly lobte den Film als „beachtliche und außerordentlich facettenreiche journalistische Leistung“. Die intensive Recherche verleihe ihm eine „ungewöhnliche Kraft.“ Der Historiker Michael Wolffsohn erklärte, es sei „die mit Abstand beste und klügste und historisch tiefste, zugleich hochaktuelle und wahre Dokumentation zu diesem Thema, die ich seit Langem gesehen habe“. Sabine Rollberg beurteilte den Film als hervorragend recherchiert, faktengesättigt und dramaturgisch mitreißend erzählt.
Anfang Juni 2017 bekräftigte Diberder jedoch: Weil der Film von einem einzigen Autor erstellt worden sei und großenteils zwischen Berlin und Nahost spiele, entspreche er nicht dem geplanten und vereinbarten Projekt. Auch Kremin erklärte: Im Film kämen zu wenige europäische Länder und zu viel Palästina vor, das Ergebnis entspreche daher nicht der „vereinbarten und zu erbringenden Leistung“. Der WDR wolle sich „nicht dem Vorwurf aussetzen, auf Kosten von Arte WDR-eigenes Programm zu finanzieren.“ Beide Auftraggeber ließen die positiven Gutachten unberücksichtigt und lehnten ein direktes Gespräch mit den Filmautoren ab.
Die Entscheidung wurde öffentlich stark kritisiert. Josef Schuster, Präsident des Zentralrates der Juden in Deutschland, bat Arte in einem offenen Brief am 6. Juni 2017, den Film zu zeigen. Dieser sei angesichts des zunehmenden, auf Israel bezogenen Antisemitismus höchst relevant und entspreche dem Bildungsauftrag der öffentlich-rechtlichen Sender. Die genannten Ablehnungsgründe seien nicht nachvollziehbar. Charlotte Knobloch, Präsidentin der Israelitischen Kultusgemeinde in Bayern, schloss sich dieser Forderung an. Die Gutachter bestätigten die Qualität und Relevanz des Films und befürworteten seine Ausstrahlung. In seiner Antwort auf Schuster vom 8. Juni 2017 wies Diberder den Zensurvorwurf zurück und bekräftigte: Die negative Entscheidung solle „die editoriale Qualität und Verantwortung sicherstellen“. Der WDR erklärte nun, dass man die journalistische Qualität des Films bezweifle. Er enthalte „zahlreiche Ungenauigkeiten und Tatsachenbehauptungen, bei denen wir die Beleglage zunächst nachvollziehen müssen“. Die redaktionelle Abnahme im WDR habe „offenbar nicht den üblichen in unserem Haus geltenden Standards“ genügt. Nach Prüfung der Belege für die Behauptungen und Informationen des Films sei man gegebenenfalls interessiert, ihn zu veröffentlichen.
Seit Mai 2017 widersprach Produzent Joachim Schroeder öffentlich den Ablehnungsgründen: Mansours Rollenwechsel als Vertragsbruch und Grund fehlender Multiperspektivität darzustellen, sei „albern“. Dass Arte annehme, nur ein Araber könne muslimischen Antisemitismus problematisieren, sei „rassistisch“. Vermutlich habe Arte mit der Darstellung von Antizionismus als moderner Form des Antisemitismus ein inhaltliches Problem. Im von Arte abgesegneten Erstentwurf sei der Schwerpunkt bereits auf Antizionismus festgelegt und Israel und Palästina als mögliche Drehorte genannt worden. Um die Relevanz des Projekts zu verdeutlichen, habe der Entwurf antisemitische Vorfälle in vielen Staaten Europas aufgeführt, aber keine deskriptive Auflistung solcher Vorfälle versprochen. Man habe keine Diashow oder Powerpointpräsentation machen wollen. Der fertige Film sei erwartungsgemäß vom ersten Entwurf abgewichen, weil die Erkenntnisse der Recherchen im Drehverlauf bei der Einreichung noch nicht feststanden. Die Recherche sei zeitaufwendig und kostenintensiv gewesen. Der Film konzentriere sich auf Deutschland und Frankreich und versuche dann, die dargestellten Ressentiments zu entkräften. Dazu müsse man sich auch nach Israel und Palästina begeben. Die französische Arte-Redaktion habe Mansour offenbar irrtümlich für einen Araber gehalten und „paternalistisch/rassistisch“ geurteilt, mit ihm als Koautor sei der Film multiperspektivisch. Mansour habe seinen Funktionswandel zum Berater gegenüber Sabine Rollberg schriftlich mitgeteilt: Deren Einverständnis sei ausreichend gewesen. Mansour habe zudem an Arte geschrieben, dass der Film mit ihm als Koautor statt Berater genauso ausgefallen wäre und gesendet werden müsse. Der Film sei nicht unausgewogen, sondern lasse viele Antisemiten, Experten und Opfer zu Wort kommen. Wie man beim Thema Antisemitismus zwischen Opfern und Tätern „ausgewogen“ sein könne, sei ihm unverständlich. Offenbar lehnten die Auftraggeber eine projüdische Haltung ab.

## Ausstrahlung
Am 13. Juni 2017 veröffentlichte das News- und Entertainmentportal Bild.de den Film für die Dauer von 24 Stunden. Bild-Chefredakteur Julian Reichelt begründete dies mit der Vermutung, der Film habe nicht gezeigt werden dürfen, weil er mit Blick auf die gezeigten Sachverhalten „politisch nicht genehm“ sei. Es sei jedoch die „historische Verantwortung“, den gesellschaftlichen Zuständen mit der Veröffentlichung „entgegenzutreten“. Nach eigenen Angaben klickten etwa 200.000 Personen den 24 Stunden abrufbaren Film auf Bild.de und YouTube an.
Am selben Tag erklärte Arte in einer Pressemitteilung, man habe die Veröffentlichung von bild.de zur Kenntnis genommen. „Auch wenn diese Vorgehensweise befremdlich ist, hat ARTE keinen Einwand, dass die Öffentlichkeit sich ein eigenes Urteil über den Film bilden kann. […] ARTE kann und will den Film jedoch nicht durch eine eigene Ausstrahlung nachträglich legitimieren, da er, ohne dass ARTE darüber informiert wurde, gravierend von dem verabredeten Sendungskonzept abweicht. Eine solche Vorgehensweise kann ARTE in diesem wie in jedem anderen Fall nicht akzeptieren. Die Unterstellung, der Film passe aus politischen Gründen nicht ins Programm ist schlichtweg absurd: Der ursprünglich von der Programmkonferenz genehmigte Programmvorschlag sah ausdrücklich das Thema des unter dem Deckmantel der Israelkritik versteckten Antisemitismus vor – entsprechend der editorialen Linie von ARTE als europäischer Sender aber nicht im Nahen Osten, sondern in Europa.“ Beide Sender verzichteten auf eine mögliche Urheberrechtsklage.
Am 16. Juni 2017 kündigte der WDR an, den Film am 21. Juni abends im ARD-Programm Das Erste zu senden und das Thema anschließend in der Diskussionssendung Maischberger zu behandeln. Am 20. Juni beschloss auch Arte, den Dokumentarfilm am Folgetag fast zeitgleich mit der ARD auszustrahlen. Der WDR gab an, der Produzent habe die Dokumentation zuvor an acht Stellen bearbeitet; der WDR habe sie „mit rechtlich notwendigen zusätzlichen Anmerkungen“ versehen, um Rechte Dritter zu schützen, „die im Film angegriffen, aber nicht – wie auch journalistisch geboten – angehört werden.“ Zeitnah veröffentlichte der WDR online einen „Faktencheck“ mit 29 Kritikpunkten.
In der Erstausstrahlung der ARD erreichte der Dokumentarfilm 1,19 Millionen Zuschauer; 610.000 Zuschauer sahen die nachfolgende Diskussion.

## Rezeption
Der Journalist Christian Bommarius urteilte in der Berliner Zeitung, der Film sei „ein anspruchsvoller, wichtiger Beitrag zur Aufklärung über den grassierenden Antisemitismus“. Die Dokumentation sei „unausgewogen im besten Sinne. Sie ist unausgewogen, weil sie entschieden gegen den Antisemitismus Partei ergreift. Sie ist unausgewogen im besten Sinne, weil sie linke und rechte, arabische und europäische Antisemiten zu Wort kommen lässt, die sich damit selbst als Antisemiten überführen.“ Arno Frank (Spiegel Online) sah in der Dokumentation klare handwerkliche Mängel. „So tadellos manche Aspekte recherchiert sind, so leichtfertig werden andere Aspekte abgehandelt.“ Er kritisierte Bild.de für die Veröffentlichung eines unfertigen Werkes und wies die Zensurkritik gegenüber Arte zurück. Mirna Funk (Die Zeit) kritisierte den Film als „schlecht gemacht und propagandistisch aufgebaut“. Peter Ullrich vom Zentrum Technik und Gesellschaft der TU Berlin bewertete den Film als „trotz aller spannenden Details schlecht gemacht und irreführend“. Ulrich Schmid (Neue Zürcher Zeitung) bezeichnete den Film als Ärgernis; er sei „einseitig, unintellektuell und anwaltschaftlich“. Schimon Stein, 2001 bis 2007 Botschafter Israels in Deutschland, schrieb: „Die Dokumentation über Judenhass in Europa verwechselt Israelkritik und Judenfeindlichkeit. Damit verfehlt sie das eigentliche Problem: den klassischen Antisemitismus.“
Kritik bezüglich des Faktenchecks des WDR äußerte der deutsche Ableger des American Jewish Committee. Ihre Sprecherin sah vor allem eindeutig pro-palästinensische Positionen. Er sei „durchweg tendenziös“ und „ziehe auffallend oft die Aussagen von Personen und Institutionen in Zweifel, die sich für jüdische und israelische Interessen stark machten“. Deutlich werde „dagegen das Bemühen des Senders erkennbar, propalästinensische Darstellungen unkommentiert wiederzugeben.“ So würden beispielsweise einer Vertreterin der wissenschaftlich umstrittenen Nakba-Ausstellung über die palästinensische Sicht auf die israelische Staatsgründung großen Raum eingeräumt, ohne eine Thematisierung im Faktencheck. Er biete „weniger fundierte Einsichten als einseitige Bewertungen“.
Julian Miller vom quotenmeter kritisierte, der Faktencheck sei „eher ein Ideologiecheck“, „dem kein Vorwand zu schade“ sei, „die Thesen der Autoren zu relativieren“.
Frank Olbert (Kölner Stadt-Anzeiger) schrieb, Schroeders und Hafners Film sei „getragen von einer Empörung über einen auch in Deutschland wieder aufkeimenden Antisemitismus, der deutliche Worte zwingend“ verlange.